# Nahum Sonenberg
Nahum Sonenberg (Wetzlar, 29 de dezembro de 1946) é um bioquímico israelense-canadense. É professor da Universidade McGill.

## Vida
Sonenberg obteve o bacharelado e um mestrado em microbiologia e imunologia na Universidade de Tel Aviv. Em 1976 obteve um doutorado no Instituto Weizmann de Ciência em Rehovot, Israel. No pós-doutorado trabalhou no Roche Institute of Molecular Biology em Nutley, Nova Jérsei. Desde 1979 é professor da Universidade McGill em Montreal, Canadá.

## Condecorações
- 1992 Membro da Sociedade Real do Canadá[1]
- 2002 Prêmio Robert L. Noble
- 2005 Prêmio Izaak-Walton-Killam
- 2006 Membro da Royal Society
- 2006 Membro da American Academy of Arts and Sciences
- 2008 Prêmio Internacional da Fundação Gairdner
- 2010 Oficial da Order of Canada
- 2011 Prêmio Rosenstiel
- 2014 Prêmio Wolf de Medicina[2]